# Cratere Zaynab
Zaynab è un cratere sulla superficie di Encelado.